# Татаринов, Иван Дмитриевич
Ива́н Дми́триевич Тата́ринов (9 июля 1922 — 7 декабря 1943) — советский военнослужащий, участник Великой Отечественной войны, Герой Советского Союза, стрелок 936-го стрелкового полка, ефрейтор.

## Биография
Родился 9 июля 1922 года в деревне Васильевка ныне Конышёвского района Курской области. Работал в колхозе.
В Красной Армии с октября 1941 года. С этого же времени на фронте. Воевал на Калининском, Воронежском и Степном фронтах.
Стрелок 936-го стрелкового полка 254-й стрелковой дивизии 52-й армии Степного фронта ефрейтор Татаринов в числе первых в роте 1 октября 1943 года переправился через Днепр в районе села Крещатик. Он произвёл разведку позиций противника и принимал участие в захвате первой линии траншей. В боях на плацдарме в течение нескольких дней И. Д. Татаринов участвовал в отражении многочисленных контратак противника, лично уничтожил около двух отделений врага.
17 октября в числе первых ворвался в село Крещатик. Ефрейтор Татаринов автоматным огнём вывел из строя большое количество вражеских солдат. Когда противник опомнился от внезапной атаки и занял вторую линию обороны, Татаринов, заменив выбывшего из строя командира взвода, руководил боем.
В бою под городом Черкассы 7 декабря 1943 года он пропал без вести.
Указом Президиума Верховного Совета СССР от 22 февраля 1944 года за мужество, отвагу и героизм, ефрейтору Татаринов Ивану Дмитриевичу присвоено звание Героя Советского Союза.
Награждён орденом Ленина.
На родине его именем названа школа.